# Roman Vlad
Roman Vlad (Chernivtsi, 29 de diciembre de 1919 – Roma, 21 de septiembre de 2013) fue un compositor, pianista y musicólogo rumano, de nacionalidad italiana. 
Se mudó a Italia en 1938 y obtuvo la ciudadanía italiana. Fue el director artístico de la Academia Filarmónica Romana entre 1955 y 1958 y de nuevo entre 1962 y 1966. También fue el presidente de la Sociedad Italiana para la Música Contemporánea en 1960 y consejero musical para la radiotelevisión italiana RAI 3. Era miembro del Consejo Director de la Academia Nacional de Santa Cecilia y consejero artístico de los festivales de Rávena y Spoleto.
Vlad fue un compositor ecléctico cuyo trabajo abarcó desde sinfonías y música de cámara hasta la "Estaciones Japonesas, 24 Haiku." Era un compositor notable de música para películas como la banda sonora para La beauté du diable de René Clair o La vita di Leonardo Da Vinci de Renato Castellani. Vlad escribió libros significativos sobre música, como La Historia de la Dodecafonía (1958) y las biografías de Stravinski (ISBN 0-19-315421-8) y Dallapiccola (ISBN 0-403-01713-0). Otros trabajos para el público general incluyen Comprendiendo la Música e "Introducción a la Civilización Musical.